# Kulturní noviny
Kulturní noviny jsou český družstevní list se zaměřením na kulturu, politiku a společenská témata. Od 15. června 2011 vychází jako čtrnáctideník. Vydavatelem je družstvo "Kulturní noviny – vydavatelské a mediální družstvo". Vydávání novin je financováno z vkladů družstevníků a předplatného. Cílem družstva je vytvořit celostátní síť družstevníků a předplatitelů, kteří mají zájem být základnou pro vydávání kulturně‑politického týdeníku v papírovém formátu. Bez závislosti na státním rozpočtu, dotacích nebo na komerčně orientovaném investorovi. Kromě meziválečné družstevní tradice jsou inspirací např. německé noviny die tageszeitung, vydávané rovněž družstvem. V létě 2012 bylo přerušeno vydávání tištěné verze listu a list nyní vychází pouze v elektronické podobě.

## Redakce a spolupracovníci
Redakce sídlí v Brně a v současné době (srpen 2013) ji tvoří:
- Jiří Plocek – šéfredaktor
- Jakub Grombíř – redaktor
- Petr Kovář – redaktor
- Tomáš Koloc – redaktor
- Světlana Kopřivová – redaktorka, korektorka
- Martina Vohralíková – korektorka
- Marta Mrázová – propagace, komunikace

## Družstvo
Družstvo bylo založeno 10. října 2009 skupinou 19 družstevníků v čele s publicistou a hudebníkem Jiřím Plockem (předseda družstva) a typografem Miroslavem Švejdou. V roce 2010 mělo družstvo již 62 členů. Členy družstva jsou např. filozof Erazim Kohák, novinář Ivan Hoffman, imunolog Václav Hořejší, spisovatelka Eva Kantůrková, politolog Jaroslav Šabata, nakladatel Jan Šabata a herečka Táňa Fišerová. Výše vkladu je volitelná od 5 000 Kč do 50 000 Kč. Dle stanov je možno se rozhodnout pro vstupní vklad ve výši 50% zvoleného členského vkladu. Teprve po zaplacení vstupního vkladu nabývá člen svých práv. Zbytek členského vkladu je nutno doplatit do 6 měsíců od data přijetí člena představenstvem. Člen družstva neodpovídá za závazky družstva. Nemá uhrazovací povinnost v případě ztráty, pokud tak nerozhodne členská schůze.

## Konference Kulturních novin
Na podzim 2013 pořádaly v Brně Kulturní noviny ve spolupráci s Katedrou environmentálních studií Brněnské univerzity, a inspirovány konferencemi taz-u "taz.lab", první konferenci, s tématem "družstevnictví ... iniciativy, hnutí a subjekty, jejichž existence je založena na vůli lidí "zdola"" – s Leošem Ryškou, Táňou Fischerovou, Veronikou Frélichovou, Alenou Suchánkovou, Naďou Johanisovou, Ilonou Švihlíkovou, Květoslavou Pohlhammer Lauterbachovou a Konny Gellenbeck (taz.die tageszeitung).